# Irska
Irska (ir. Éire, eng. Ireland), otočna je zapadnoeuropska država koja na sjeveroistoku graniči s Ujedinjenim Kraljevstvom. Naziva se još i Zelenim otokom te zemljom svetaca i heroja. Prema ustavnome uređenju Irska je parlamentarna demokracija, podijeljena na 26 grofovija, a glavni grad je Dublin. Članica je Europske unije od 1973., a službena valuta je euro, koji je 2002. zamijenio irsku funtu. 

## Zemljopis

### Položaj
Irska zauzima otprilike pet šestina irskoga otoka, a udaljena je osamdesetak kilometara od obale Velike Britanije od koje je odvojena Sjevernim kanalom te Kanalom Sv. Jurja. Od Velike Britanije otok je odvojen prije 11.000 godina, topljenjem leda i snijega na prijelazu iz pleistocena u holocen, te potapljanjem obala zbog uzdizanja mora. Duljina granice Irske sa Sjevernom Irskom iznosi 360 km, dok je duljina morske obale 1.448 km. Sa zapadne strane okružena je s Atlantskim oceanom, a s istoka plitkim Keltskim i Irskim morem. Cijeli otok se nalazi u sjevernom umjerenom pojasu.

### Reljef
Najveći dio Irske, čak oko tri četvertine je ravničarski. Prostrana, blago valovita nizina s nizom niskih uzvisina i s brojnim tresetištima zauzima središnje dijelove otoka. Prosječna visina ravničarskog dijela iznosi 150 m. Središnja je ravnica građena od slojeva karbonske starosti te je prekrivena karbonatima – vapnencima kredne starosti. Zbog toga su u Irskoj česte krške pojave.
Jugoistočno visočje, koje se u Wicklowu izdiže do 926 m, i visočje na sjeverozapadu, koje je visoko do 819 m i na kojem su se sačuvali tragovi vulkanske djelatnosti, nastalo je kaledonskim nabiranjem i pretežno je građeno od prekambrijskih metamorfnih stijena, a jugozapadno visočje, s najvišim vrhom Irske, Carrauntoohilom (1.041 m) u regiji Kerry hercinskim nabiranjem. Ostali viši vrhovi su Mt. Brandon (953 m), i Lugnaquillia (926 m).
U doba pleistocena, cijeli je otok bio prekriven ledom koji je oblikovao obalu i ostavio za sobom plodno tlo, a kasnije su zbog povlačenja leda gorja znatno snižena.
Irska ima razvedenu obalu. Njezin zapadni dio uz Atlantski ocean razvedeniji je od istočnog i jugoistočnog. Tu se nalaze svi veliki zaljevi : Donegal, Clew, Galway, Dingle i drugi. Ljevkasti zaljevi – rijasi, jugozapadne i južne obale nastali su potapanjem donjih dijelova obale. Najpoznatije je razvedeno gorje na jugozapadu – Macgillicudys Reeks. Pred zapadnom obalom leže i mnogobrojni otočići od kojih su najveći Achill, Clare, Inishobin, Bear i Inishturk, te otočje Aran. Irska se još naziva zeleni otok zbog isticanje svoje tradicionalne zelene boje. Snažno se još i ističu glazba, keltsko podrijetlo i čuvene gostionice.

### Vode
Irska ima razgranatu riječnu mrežu. Najduža i najvažnija rijeka je Shanon, koja je duga oko 370 km i ulijeva se u Atlantski ocean, gdje stvara širok estuarij od 110 km. Ostale važne rijeke su Blackwater, Lee, Nore, Barrow i Suir koje također utječu u Atlantski ocean te Boyne i Liffey koje utječu u Irsko more. Rijeke imaju spor tok, jednakomjeran protok i teku većinom širokim, plitkim dolinama.
Na sjevernom dijelu ima i većih jezera, najveće je Lough Neagh s površinom od 392 km2. Druga važnija jezera su Allen, Ree i Derg na rijeci Shannon. Također su brojna mnoga jezerca, močvare i bare.

### Tla
Najplodnija su smeđa tla na ledenjačkim nanosima središnje nizine. U vlažnijim predjelima su gleji i tresetišta, a u brdima i ponegdje na vapnencima stjenovita tla.
Najveći dio Irske, oko 70 % otpada na livade i pašnjake, smještenih na uzvišenijim dijelovima, koji su čaki i zimi zeleni.

### Klima
Klima Irske je oceanska, s mnogo vlage, velikom naoblakom i malo sunčanih dana, osobito u zapadnim dijelovima, koji su pod neposrednim utjecajem stalnih i snažnih zapadnih vjetrova. Zbog toga taj dio zemlje ima veću količinu godišnjih padalina (oko 1500 mm) od istočnog (750 mm). Najviše padalina ima jugozapadni planinski dio – oko 2500 mm. Zbog stalne vlage, i zato što nema suša livade su stalno zelene, pa je po tome Irska i dobila ime zeleni otok.
Prosječna temperatura u siječnju iznosi 5-6 °C, a u kolovozu 14-16 °C. Najviša temperatura ikad izmjerena je 33,3 °C u mjestu Kilkenny 1887. godine, a najniža -19,1 °C u mjestu Markree, 1881. godine. U svibnju i lipnju ima najviše sunčanih dana, najviše na jugoistoku, gdje godišnja insolacija iznosi 1700 sati. Najsnažniji vjetrovi pušu uz zapadnu obalu, s prosječnom brzinom od 26 km/h.

### Biljni pokrov i životinjski svijet
Budući da je Irska bila potpuna prekrivena ledom za vrijeme zadnjeg ledenog doba, sve biljke i životinje su došle migracijom iz drugih dijelova Europe, najviše s Britanije. Nekad brojne šume hrasta, joha, breza i jasena, zbog krčenja šuma, danas zauzimaju samo oko 5 % površine. Od životinjskih vrsta najviše ima lasica, tvorova, divljih mačaka, rovki, krtica, jelena, zmija i žaba. Također ima i par vrsta ptica i kukaca, dok su najviše ima zečeva i smeđih štakora. Od mnogobrojnih domaćih životinja najvažniji su konji, psi i stoka. Specifične vrste Irske su Connemarski poni, Irski vučjak i Kerrievski plavi terijer.

## Povijest
Kelti su došli do Irske oko 300. pr. Kr. Kontrolirali su zemlju oko 1000 godina i ostavili kulturu i jezik koji je preživio do danas, posebno u Galwayu, Corku, Kerryu i Waterfordu. Rimljani, koji su osvojili Britaniju, nikad nisu stigli do Irske. Irska je primila kršćanstvo između trećeg i petog stoljeća, kao jedna od malobrojnih zemalja koja ga je primila kao vjeru na miroljubiv način. Sveti Patrik je apostol Irske, biskup te zaštitnik ove države. Irci masovno slave Dan svetog Patrika koji se obilježava 17. ožujka.

## Stanovništvo

### Demografija
Stanovništvo Republike Irske se značajno povećalo posljednjih godina. Najviše utjecaja na taj porast ima imigracija. Naglim ekonomskim razvojem Republika Irska postala je atraktivna zemlja za život, te privukla mnoge strance, ali i Irce koji su se posljednjih nekoliko desetljeća iselili zbog ekonomske krize te velike nezaposlenosti. Nadalje, broj rođenih je i više nego dvostruki od broja umrlih, što je prilično neobično za zapadnoeuropsku zemlju. Otprilike 10% stanovnika Republike Irske su stranci.
Središnji statistički ured (Central Statistics Office) objavio je podatke temeljene na popisu stanovništva iz 2006. godine: ukupni broj stanovnika na Dan popisa stanovništva (23. travnja 2006.) iznosio je 4,234,925. Porast za 317.722 stanovnika ili 8,1% od 2002. godine. Od 2002. do 2006. godine u Republici Irskoj rođeno je 245.000 stanovnika, a umrlih je bilo 114.000. U te 4 godine u Republiku Irsku imigriralo je 186.000 stanovnika.
Ukupan broj stranaca koji trajno borave u Republici Irskoj iznosio je 419.733 ili oko 10% (plus 1.318 ljudi "bez nacionalnosti" i 44.279 ljudi čija nacionalnost nije utvrđena). Najveća skupina stranaca potječe iz Ujedinjenog Kraljevstva (112.548), Poljske (63.267), Litve (24.628), Nigerije (16.300), Latvije (13.319), Sjedinjenih Američkih Država (12.475), Kine (11.161), i Njemačke (10.289). 95,9% stanovnika su bili bijelci, 1,1% crnci, 1,3% Azijati, a za 1,7% stanovnika nije poznata pripadnost rasi.
Prosječni porast stanovnika po godini iznosio je 2%, što je najveća stopa zabilježena do sada. Između 1996. i 2002. godine porast je iznosio 1,3%, a između 1971. i 1979. 1,5%. Stanovništvo iz 2006. godine je zadnji puta bilo veće davne 1861. godine kada je iznosio 4,4 milijuna. Najmanje stanovnika Republika Irska imala je 1961. godine kada je taj broj bio samo 2,8 milijuna. Sve provincije u državi su zabilježile porast (Leinster 8,9%, Munster 6,5%; dugogodišnji pad stanovnika regije Connacht-Ulster je također zaustavljen.
Odnos broja muškaraca naspram žena je također bitno izmijenjen između 1976. i 2006. godine. Leinster je jedina provicnija gdje ima više žena no muškaraca. Muškarci dominiraju u ruralnim županijama poput Cavana, Leitrima i Roscommona, dok je više žena u gradovima i urbanim područjima.

## Gospodarstvo
Irska ekonomija prije 1980. godine bila je "tradicionalno" ustrojena i ne naročito uspješna. Tada je Irska znatno zaostajala za Ujedinjenim Kraljevstvom i ostalom Zapadnom Europom. U tadašnjoj irskoj ekonomiji poljodjelstvo je imalo važniju ulogu. Od 1980. godine dolazi do velikih promjena.
Planiranom industrijalizacijom u zadnjim su desetljećima tradicionalne industrijske grane (prehrambena, tekstilna, staklarska i industrija obuće) osuvremenjene i preusmjerene na izvoz, no njihovo je značenje opalo zbog novih radno i tehnološki zahtjevnih grana koje ne traže mnogo sirovina. Te su tvornice uglavnom u vlasništvu američkih, britanskih, njemačkih i japanskih tvrtki. Primjerice, u Dublin je premješten velik dio pogona elektroničke tvrtke Nokia iz Helsinkia, a američka informatička tvrtka Microsoft Billa Gatesa odredila je Dublin za europsko središte za distribuciju softwarea i hardwarea na području cijele Europe. Velik je dio industrije smješten na širem području Dublina i Corka, a mnoge su tvornice nastale i u manjim gradovima u unutrašnjosti.
Danas je Irska drugi svjetski najveći izvoznik računalnih programa. Gotovo trećina svih osobnih računala prodanih u Europi proizvedena je u Irskoj, i to većinom u američkim podružnicama.
Uspoređujući razinu razvijenosti Irske i Ujedinjenog Kraljevstva, možemo zaključiti da je Irska, kao tradicionalno nerazvijena, uspjela u 20-ak godina dostignuti Ujedinjeno Kraljevstvo. Primjerice, Irska je 1977. godine imala 65 % narodnog bruto dohotka po stanovniku Ujedinjenog Kraljevstva, a 2000. godine taj broj je iznosio čak 93 %. Jedan drugi pokazatelj navodi da je kupovna moć Iraca više nego Šveđana, Nijemaca, Francuza, Britanaca ili Talijana.

### Promet
Irska ima 92 500 km cesta, 94% su asfaltirane, duljina autocesta iznosi 32 km. Cestovnim prometom obavlja se 90% robnog i 96% putničkog prometa. Zbog toga je Irska u nacionalnom programu odredila znatna sredstva za gradnju i modernizaciju cesta. Autobusnim linijama povezani su svi veći gradovi, kao i neki manji.
Irska ima 41 zračnu luku, od kojih su tri najveće u Dublinu, Shannonu i Corku. Najviše zračnih veza ima s Velikom Britanijom, kontinentalnom Europom i s prekoatlantskim zemljama.
Irska trgovačka flota sastoji se od 26 brodova, ukupne nosivosti 110 741 BRT. Kao i kod zračnog prometa, najviše pomorskih veza ima s Velikom Britanijom. Također ima i važne pomorske veze s Francuskom, od kojih su najvažnije Rosslare – Le Havre, te Cork – Le Havre. Najveće luke su u Dublinu, Shannonu i Corku.

## Kultura

### Obrazovanje
Godine 1592. u Dublinu je osnovan Trinity College, najstarije irsko sveučilište, koje, uz mnoštvo drugih publikacija, čuva i važne bogato oslikane srednjovjekovne rukopise, poput Knjige Kellsa iz ranog 9. stoljeća i Knjige iz Leinstera, iz sredine 12. stoljeća. Irsko katoličko sveučilište (Catholic University of Ireland) osnovano je 1850. godine.

### Kulturne ustanove
U Dublinu se nalaze Irska nacionalna galerija (National Gallery of Ireland), osnovana 1864. godine i Irski nacionalni muzej (National museum of Ireland), osnovan 1877. godine, kao i Nacionalna knjižnica Irske (National Library of Ireland). Godine 1904. osnovano je i nacionalno Kazalište Abbey.

### Književnici
- Oscar Wilde (1854. – 1900.)
- George Bernard Shaw (1856. – 1950.)
- James Joyce (1882. – 1941.)
- Samuel Beckett (1906. – 1989.)
- Brendan Behan (1923. – 1964.)

## Vanjske poveznice
| Portal:Europa | Portal:Europa |

Ostali projekti
|  | Zajednički poslužitelj ima stranicu o temi Irska    |
|  | Zajednički poslužitelj ima još gradiva o temi Irska |
|  | Zajednički poslužitelj sadrži atlas Irske           |

Mrežna mjesta
- Irska Hrvatska enciklopedija, www.enciklopedija.hr
- Irska, Europska unija, države članice, europa.eu
- Ireland The World Factbook, CIA.gov (engl.)
- Government of Ireland, stranice irske vlade (engl.)
- Fáilte Ireland, stranice nacionalne turističke zajednice Irske (engl.)
- Irish Population Analysis, Central Statistics Office, www.cso.ie (engl.)